# FC Oriol
El FC Oryol (del ruso: ФК «Орёл») es un club de fútbol ruso de la ciudad de Oriol, fundado en 1960. El club disputa sus partidos como local en el estadio Central y juega en la Segunda División de Rusia, el tercer nivel en el sistema de ligas ruso.

## Historia
El fútbol se lleva disputando en Oriol desde 1911. En 1960, un equipo que se llamaba Lokomotiv se formó en Oriol a jugar en la Clase B del campeonato soviético. En 1963 pasó a llamarse Spartak, en 1973 Stal (que significa "acero"), en 1975 el equipo pasó a llamarse Spartak de nuevo.
El equipo jugó en la clase B hasta la reestructuración de las ligas en 1971, cuando entró en la Segunda Liga Soviética. En 1990-91 el Spartak jugó en la Segunda Liga Soviética B.
En 1992 el Spartak entró en la Segunda División de Rusia. En 1993 el equipo pasó a llamarse Oriol. En 1994 se trasladó a la tercera división, y en 1996 ascendieron de nuevo después de terminar tercero. En 2003 Oriol terminó primero en la zona centro de la Segunda División y ascendió a la Primera División. La sexta posición en 2004 fue el mejor resultado en la historia del club. En 2006 el Oriol descendió a Segunda División después de terminar 20º.
El club se enfrentaban a problemas fincancieros graves y abandonó, así, su lugar en la Segunda División, refundándose como Spartak Oriol y se unió a la Liga de Fútbol Amateur. Después de un año en la liga amateur, el FC Oriol regresó a la Segunda División y fue nuevamente rebautizado, entrando en la temporada 2008 como FC Rusichi Oriol. El Rusichi terminó en mitad de la tabla en sus tres primeras temporadas en la Segunda División, con Yevgeni Polyakov convirtiéndose en el máximo goleador de la zona central, con 20 goles en 2010. En el invierno 2011 circularon rumores de que el equipo iba a cambiar su nombre por el de FC Oriol. A pesar de estar en el top cinco en su mayor parte de temporada 2011/12, el Rusichi acabó en mitad de la tabla (8º lugar). En verano de 2012 el club anunció el cambio de nombre, convirtiéndose finalmente en FC Oriol de nuevo.
El mayor logro del Oriol en la Copa de Rusia fueron los octavos de final en la competición de 1996-97.

## Afición
El grupo ultra Orel Butchers («Carniceros de Orel») es uno de los grupos organizados que apoyan al FC Orel. El grupo recibió atención internacional de los medios tras los incidentes ocurridos en la Eurocopa 2016, especialmente las multitudinarias peleas en Marsella y Lille contra hooligans ingleses. El grupo fue creado en 1996 y llegaron a editar una revista propia. Los Orel Butchers sorprendieron a los expertos en seguridad del evento por su disciplina y táctica paramilitar para enfrentarse a los aficionados ingleses.

## Jugadores
Actualizado al 6 de septiembre de 2012, según RFS.

### Jugadores notables
- Yuri Semin (1964)
- Vladimir Beschastnykh (2005)
- Uladzimir Shuneyka (2004)
- Gocha Gogrichiani (2001)
- Valeriu Andronic (2005)
- Victor Berco (2004–05)
- Vladimir Shishelov (2006)